# Janeiro de Baixo
Janeiro de Baixo is een plaats (freguesia) in de Portugese gemeente Pampilhosa da Serra en telt 764 inwoners (2001).